# Nazionale femminile di pallacanestro dell'Iran
La nazionale femminile di pallacanestro dell'Iran rappresenta l'Iran nelle manifestazioni internazionali di pallacanestro ed è controllata dalla I.R.I.B.F., la locale federazione cestistica.

## Piazzamenti

### Campionati asiatici
- 1974 - 4°
- 2023 - 10°

### Giochi asiatici
- 1974 - 5°

## Formazioni

### Campionati asiatici
Campionato asiatico femminile di pallacanestro 20211 Rasoulipour, 2 Khodaverdian, 4 Vakili, 6 Abdolvand, 9 Shojaeikohnehs, 10 Yazdian, 14 Foroutanfard, 17 Esmaeilzadeh, 25 Pourheidari, 41 Golmohammadi, 77 Shahriari, 99 Eissaianjangi, 
Campionato asiatico femminile di pallacanestro 20231 Asadu Aghdash, 4 Vakili, 7 Abedi, 9 Shojaeikohnehs, 10 Yazdian, 13 Khodamoradi, 14 Golmohammadi, 17 Esmaeilzadeh, 19 Rasoulipour, 44 Ghaffari, 77 Shahriari, 99 Eissaianjangi,        All. Eleni Kapogianni